# Bagoas
Bagoas (altpersisch Bagoi; † 336 v. Chr.) war im 4. vorchristlichen Jahrhundert ein Hofminister im persischen Großreich. Bekanntheit erlangte er als „Königsmacher“ der letzten Achämeniden. Er ist nicht mit dem gleichnamigen Günstling Alexanders des Großen zu verwechseln.

## Leben
Bagoas war ein Eunuch und angeblich von ägyptischer Herkunft. Er diente dem Großkönig Artaxerxes III. zunächst als Feldherr. Nach dem griechischen Geschichtsschreiber Diodor soll Bagoas in der von Artaxerxes III. im Winter 342/341 v. Chr. geführten Eroberungsschlacht gegen Ägypten gemeinsam mit dem griechischen Söldnerführer Mentor von Rhodos eines der drei Angriffsheere geführt haben, die zuerst gegen Pharao Nektanebos II. vorgingen, während sich Artaxerxes III. zunächst im Hintergrund gehalten haben soll. Das Regiment des Mentor und Bagoas soll zahlreiche Schiffe umfasst haben. Mit der Einnahme von Bubastis wurde die Eroberung des Nildeltas ermöglicht. Die Angaben von Diodor sind jedoch fragwürdig, weshalb eine sichere historische Bestätigung der beschriebenen Einzelheiten nicht vorgenommen werden kann.
Anschließend ernannte der Großkönig Bagoas zum Oberbefehlshaber der „oberen Satrapien“ (Provinzen östlich des Euphrat). Bald darauf stieg er zu dessen ersten Hofminister (Chiliarch) auf. Laut dem römischen Naturforscher Claudius Aelianus habe Bagoas den Großkönig aber insgeheim gehasst, weil dieser nach der Eroberung Ägyptens den heiligen Apis-Stier von Memphis habe töten lassen. Im Jahr 338 v. Chr. vergiftete Bagoas den Großkönig, ließ dessen Leichnam in Stücke schneiden und Katzen zum Fraß vorwerfen, aus den Schenkelknochen seines Opfers ließ er Dolchgriffe anfertigen.
Dem Attentat sollen auch alle Söhne des Artaxerxes III. Ochos zum Opfer gefallen sein. Nur den jüngsten, Arses, ließ Bagoas am Leben, um ihn als seine Marionette zum König (Artaxerxes IV.) zu machen. Als Arses aber nach zwei Jahren versuchte, sich von ihm zu emanzipieren, ließ er auch ihn vergiften. Bagoas suchte sich nun Dareios III. Kodomannos als neuen König aus, der aber die Machenschaften des Ministers durchschaute. Ein drittes Mal sollte ein Großkönig durch Gift sterben, aber Dareios III. wurde rechtzeitig vor dem Attentat gewarnt und reichte darauf den Giftbecher an Bagoas weiter, der so sein Ende fand.
Nach Arrian beanspruchte später Alexander der Große die Herrschaft über das persische Reich als Nachfolger des Arses und betrachtete die Herrschaft des Dareios III. als illegitim aufgrund der Umstände, unter der sie begründet war. Der Palast des Bagoas in Susa und seine Gärten in Ekbatana wurden von Alexander an den Feldherrn Parmenion verschenkt.